# Bagarens hus

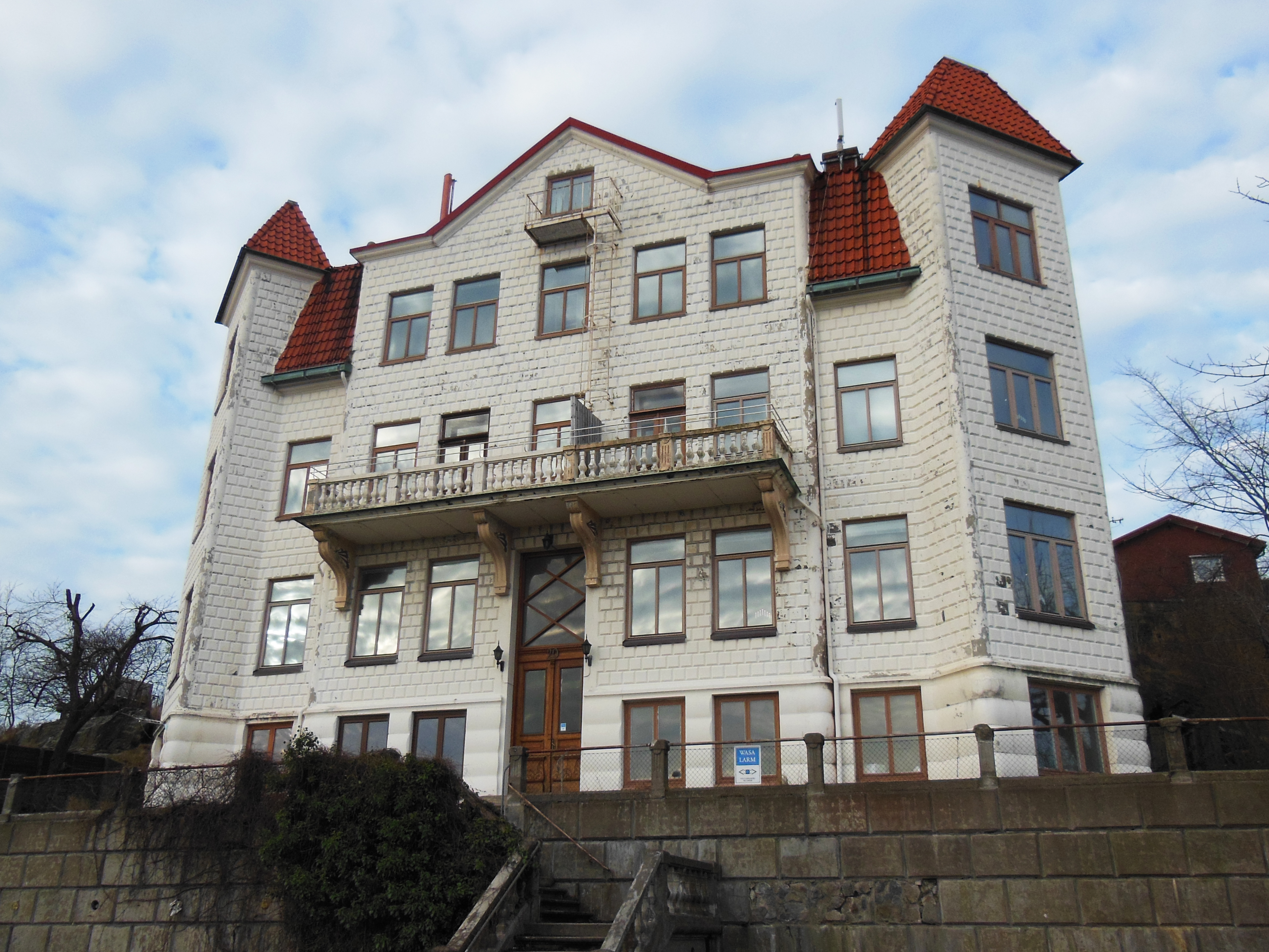
Bagarens hus i februari 2014.

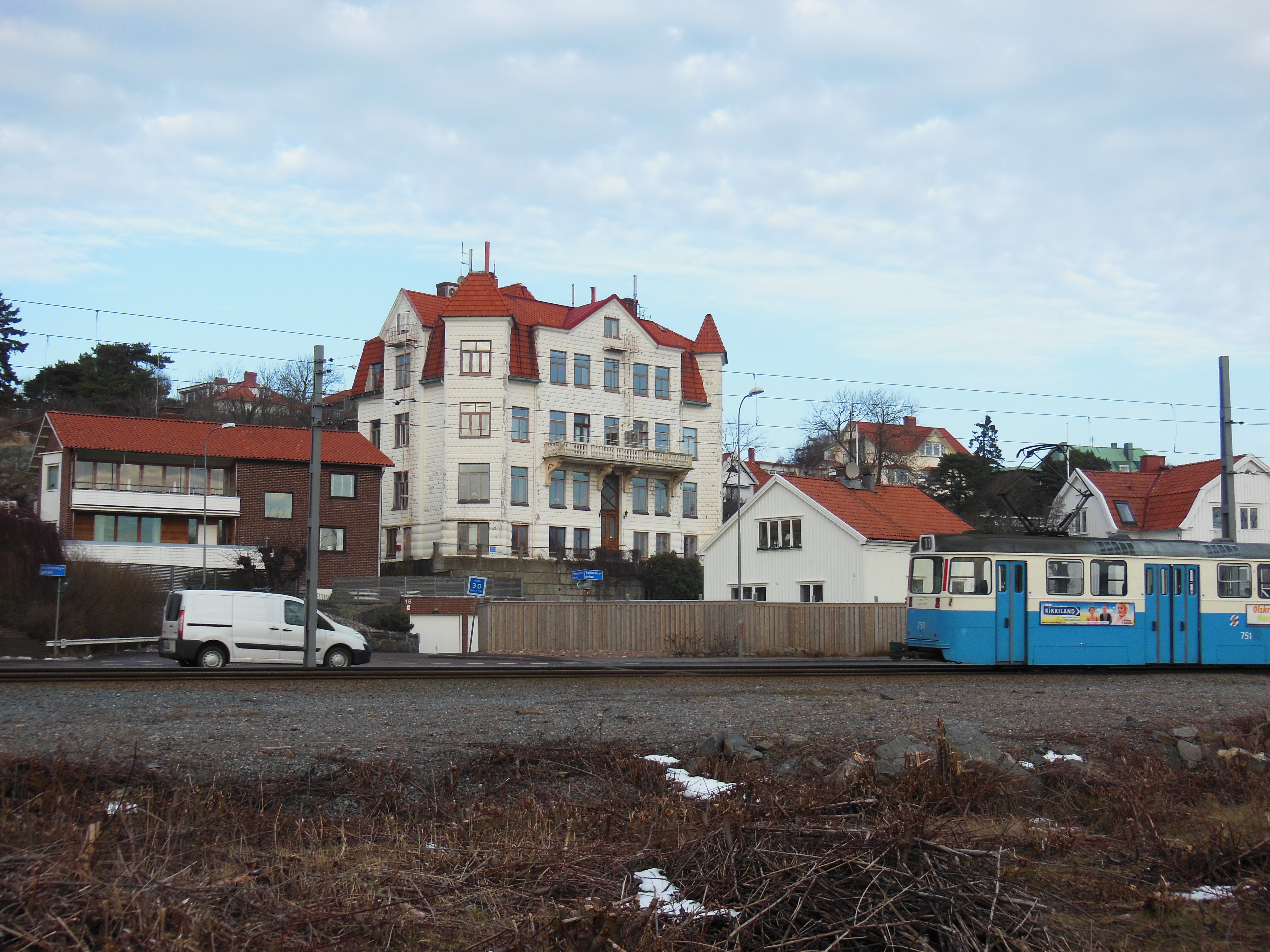
Elvans spårvagn passerar strax nedanför huset.

Bagarens hus kallas det vita fyravåningshuset i cement på Palmsundsgatan 20 i stadsdelen Älvsborg i Göteborg, inom registerfastigheten Älvsborg 555:870. Huset började byggas 1912 av bagarmästare Nils August Johansson. Eftersom Johansson beundrade danska slott kallas huset ibland också för Amalienborg. Sedan år 2013 ägs fastigheten av en bostadsrättförening.

## Huset
Huset har en area på cirka 740 kvadratmeter och består av elva lägenheter, varav sex fyrarummare, en trea, en tvåa, samt tre vindsrum. Samtliga rum har en takhöjd på tre meter och alla lägenheterna har kakelugn. Huset har ett torn i varje hörn, och tomten omges av en mur med balustrad.

## Historia
Nils August Johansson (1860–1928) föddes i Skåne. I sin ungdom gav han sig ut på gesällvandring i Europa och fick sitt mästarbrev i Lübeck i Tyskland, där han också träffade sin fru. De båda flyttade till Göteborg och Johansson arbetade som bagare i Linnéstaden. Han längtade dock ut till öarna, men frun gick inte med på att flytta dit. Som en kompromiss flyttade paret till ett hus i Långedrag. Huset låg på Fortgatan 2 och hade byggts av Johansson själv mellan åren 1901 och 1902. Johansson bodde med fru och fyra döttrar på övervåningen och i undervåningen låg Långedrags Wienerångbageri.
År 1912 började han bygga huset på hörntomten Palmsundsgatan 20. Han ritade huset själv och bekostade byggandet med att samtidigt driva sin bageriverksamhet. Han köpte några cementsäckar då och då och det sägs att han under många år bara önskade sig cement i julklapp och födelsedagspresent. Vid slutet av arbetsdagarna i bageriet använde Johansson eftervärmen i ugnarna till att i bakformar gjuta cementblock till husbygget. De första två våningarna tog tretton år att bygga och det lär inte ha varit svårt att hyra ut de lägenheter som då var färdiga, då det under denna tid rådde stor bostadsbrist.
Under de perioder som bageriverksamheten gick bra kunde Johansson anställa ett par byggnadsarbetare, medan han andra perioder arbetade i stort sett ensam med huset. Planen var att han så småningom skulle flytta in i mittenvåningens västra lägenhet och hyra ut de övriga, men när han hastigt dog i mars 1928 var huset ännu inte färdigbyggt.